# Oggetti non stellari nella costellazione della Freccia
Principali oggetti non stellari visibili nella costellazione della Freccia.

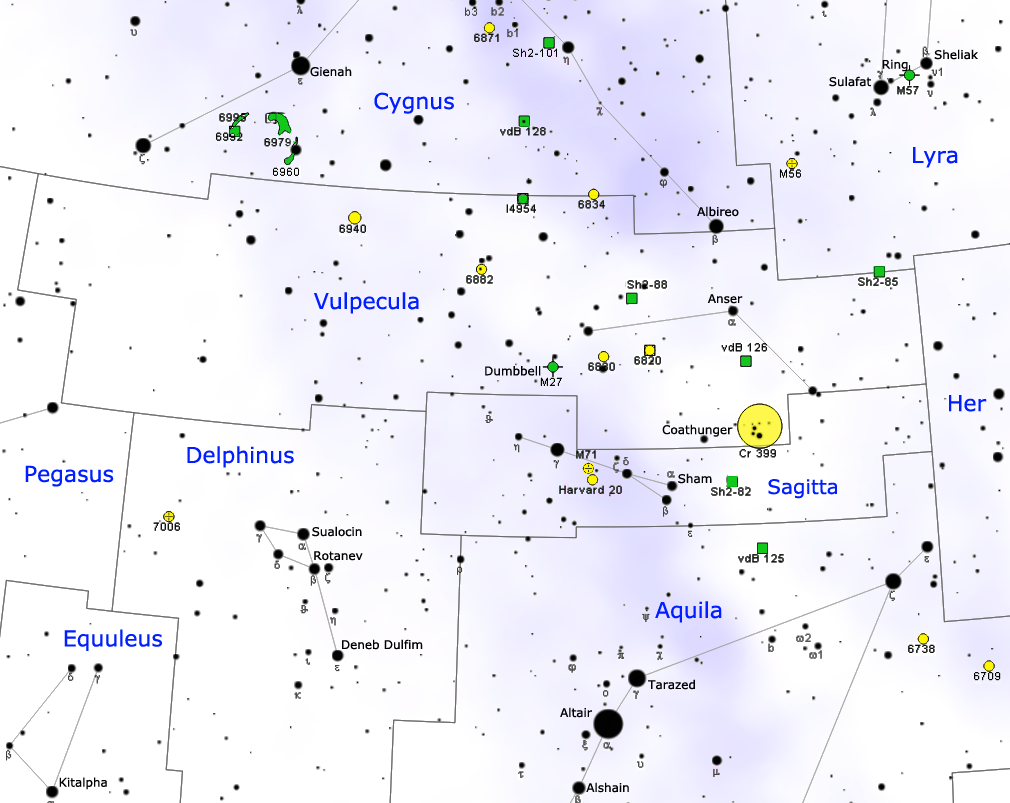
Mappa della costellazione della Freccia.

## Ammassi aperti
- Harvard 20

## Ammassi globulari
- M71

## Nebulose planetarie
- IC 4997

## Nebulose diffuse
- Sh2-80
- Sh2-82
- Sh2-84